# 2673 Lossignol
2673 Lossignol è un asteroide della fascia principale. Scoperto nel 1980, presenta un'orbita caratterizzata da un semiasse maggiore pari a 3,2133306 au e da un'eccentricità di 0,1543097, inclinata di 2,27676° rispetto all'eclittica.
L'asteroide è dedicato ai Lossignol, amici dello scopritore.